# Élections à Carquefou
Cette page recense les résultats de l'ensemble des votes, élections et référendums ayant eu lieu dans la commune de Carquefou, en Loire-Atlantique, depuis 1989.

## Élections municipales

### Élection municipale de 2020
À cause de la pandémie de Covid-19, les conseils municipaux d'installation (dans les communes pourvues au premier tour) n'ont pu avoir lieu dans les délais habituels. Un décret publié au JORF du 15 mai 2020 en a ainsi fixé la tenue entre les 23 et 28 mai. À Carquefou, il a eu lieu le 26 mai 2020.
|                                       | Véronique Dubettier-Grenier * | DVD                      | 3 079  | 54,30  | 26 | 3 |  |  |
| Carquefou naturellement               |                               |                          | 3 079  | 54,30  | 26 | 3 |  |  |
|                                       | Jacques Perrochat             | DVC                      | 1 520  | 26,80  | 4  | 0 |  |  |
| Carquefou demain                      |                               |                          | 1 520  | 26,80  | 4  | 0 |  |  |
|                                       | Raymond Gadé                  | PS-EELV-PCF (UG)         | 716    | 12,62  | 2  | 0 |  |  |
| Carquefou à gauche                    |                               |                          | 716    | 12,62  | 2  | 0 |  |  |
|                                       | Karine Bonfils                | DVD                      | 355    | 6,26   | 1  | 0 |  |  |
| Vivons Carquefou, la parole a du sens |                               |                          | 355    | 6,26   | 1  | 0 |  |  |
|                                       |                               |                          |        |        |    |   |  |  |
| Votes exprimés                        | Votes exprimés                | Votes exprimés           | 5 670  | 98,16  |    |   |  |  |
| Votes blancs                          | Votes blancs                  | Votes blancs             | 36     | 0,62   |    |   |  |  |
| Votes nuls                            | Votes nuls                    | Votes nuls               | 70     | 1,21   |    |   |  |  |
| Total                                 | Total                         | Total                    | 5 776  | 100,00 | 33 | 3 |  |  |
| Abstentions                           | Abstentions                   | Abstentions              | 9 387  | 61,91  |    |   |  |  |
| Inscrits / participation              | Inscrits / participation      | Inscrits / participation | 15 163 | 38,09  |    |   |  |  |
| * Liste de la maire sortante          |                               |                          |        |        |    |   |  |  |

### Élection municipale de 2014
| Tête de liste                                | Tête de liste               | Liste          | Premier tour | Premier tour | Second tour | Second tour | Sièges | Sièges |
| Tête de liste                                | Tête de liste               | Liste          | Voix         | %            | Voix        | %           | CM     | CC     |
| -------------------------------------------- | --------------------------- | -------------- | ------------ | ------------ | ----------- | ----------- | ------ | ------ |
|                                              | Claude Guillet *            | DVD            | 3 203        | 36,83        | 3 281       | 37,24       | 6      | 0      |
| Carquefou forte et volontaire                |                             |                | 3 203        | 36,83        | 3 281       | 37,24       | 6      | 0      |
|                                              | Véronique Dubettier-Grenier | DVD            | 2 996        | 34,45        | 3 392       | 38,50       | 23     | 2      |
| La dynamique d'un projet collectif           |                             |                | 2 996        | 34,45        | 3 392       | 38,50       | 23     | 2      |
|                                              | Gilles Cavé                 | PS-PCF         | 2 497        | 28,71        | 2 137       | 24,25       | 4      | 0      |
| Agissons ensemble pour l'avenir de Carquefou |                             |                | 2 497        | 28,71        | 2 137       | 24,25       | 4      | 0      |
|                                              |                             |                |              |              |             |             |        |        |
| Inscrits                                     | Inscrits                    | Inscrits       | 14 174       | 100,00       | 14 174      | 100,00      |        |        |
| Abstentions                                  | Abstentions                 | Abstentions    | 5 272        | 37,19        | 5 231       | 36,91       |        |        |
| Votants                                      | Votants                     | Votants        | 8 902        | 62,81        | 8 943       | 63,09       |        |        |
| Blancs et nuls                               | Blancs et nuls              | Blancs et nuls | 206          | 2,31         | 133         | 1,49        |        |        |
| Exprimés                                     | Exprimés                    | Exprimés       | 8 696        | 97,69        | 8 810       | 98,51       |        |        |
| * Liste du maire sortant                     |                             |                |              |              |             |             |        |        |

### Élection municipale de 2008
|                                   | Claude Guillet * | NC-UMP-MoDem   | 4 317  | 52,35  | 26 |  |  |  |
| Actions et passion pour Carquefou |                  |                | 4 317  | 52,35  | 26 |  |  |  |
|                                   | Michel Masson    | PS-PCF-LV      | 2 684  | 32,55  | 5  |  |  |  |
| Un nouveau souffle pour Carquefou |                  |                | 2 684  | 32,55  | 5  |  |  |  |
|                                   | Isabelle Bronnec | DVD            | 1 246  | 15,11  | 2  |  |  |  |
| Plus encore pour Carquefou        |                  |                | 1 246  | 15,11  | 2  |  |  |  |
|                                   |                  |                |        |        |    |  |  |  |
| Inscrits                          | Inscrits         | Inscrits       | 12 751 | 100,00 |    |  |  |  |
| Abstentions                       | Abstentions      | Abstentions    | 4 394  | 34,46  |    |  |  |  |
| Votants                           | Votants          | Votants        | 8 357  | 65,54  |    |  |  |  |
| Blancs ou nuls                    | Blancs ou nuls   | Blancs ou nuls | 110    | 1,31   |    |  |  |  |
| Exprimés                          | Exprimés         | Exprimés       | 8 247  | 98,68  |    |  |  |  |
| * Liste du maire sortant          |                  |                |        |        |    |  |  |  |

### Élection municipale de 2001
| Tête de liste                   | Tête de liste    | Liste           | Premier tour | Premier tour | Second tour | Second tour | Sièges | Sièges |
| Tête de liste                   | Tête de liste    | Liste           | Voix         | %            | Voix        | %           | CM     |        |
| ------------------------------- | ---------------- | --------------- | ------------ | ------------ | ----------- | ----------- | ------ | ------ |
|                                 | Gisèle Gautier * | UDF-RPR         | 2 973        | 44,77        | 3 259       | 48,77       | 25     |        |
| Carquefou naturellement         |                  |                 | 2 973        | 44,77        | 3 259       | 48,77       | 25     |        |
|                                 | Michel Masson    | PS-PCF (G. pl.) | 2 137        | 32,18        | 2 507       | 37,51       | 6      |        |
| Avec vous, Carquefou demain     |                  |                 | 2 137        | 32,18        | 2 507       | 37,51       | 6      |        |
|                                 | Michel Auray     | DVD             | 765          | 11,52        | 456         | 6,82        | 1      |        |
| Carquefou pour tous             |                  |                 | 765          | 11,52        | 456         | 6,82        | 1      |        |
|                                 | Jacky Villedieu  | DL              | 765          | 11,52        | 461         | 6,90        | 1      |        |
| 2001-2007, Carquefou c'est vous |                  |                 | 765          | 11,52        | 461         | 6,90        | 1      |        |
|                                 |                  |                 |              |              |             |             |        |        |
| Inscrits                        | Inscrits         | Inscrits        | 10 598       | 100,00       | 10 598      | 100,00      |        |        |
| Abstentions                     | Abstentions      | Abstentions     | 3 820        | 36,04        | 3 818       | 36,03       |        |        |
| Votants                         | Votants          | Votants         | 6 778        | 63,96        | 6 780       | 63,97       |        |        |
| Blancs ou nuls                  | Blancs ou nuls   | Blancs ou nuls  | 138          | 2,03         | 97          | 1,43        |        |        |
| Exprimés                        | Exprimés         | Exprimés        | 6 640        | 97,96        | 6 683       | 98,57       |        |        |
| * Liste de la maire sortante    |                  |                 |              |              |             |             |        |        |

### Élection municipale de 1995
|                              | Gisèle Gautier *       | UDF-RPR-DVD (UD)    | 4 126 | 68,28  | 28 |  |  |  |
| Entente Carquefou            |                        |                     | 4 126 | 68,28  | 28 |  |  |  |
|                              | Anne Blanchard-Trichet | PS-PCF-MDC-É44 (UG) | 1 917 | 31,72  | 6  |  |  |  |
| Carquefou autrement          |                        |                     | 1 917 | 31,72  | 6  |  |  |  |
|                              |                        |                     |       |        |    |  |  |  |
| Inscrits                     | Inscrits               | Inscrits            | 9 312 | 100,00 |    |  |  |  |
| Abstentions                  | Abstentions            | Abstentions         | 2 585 | 33,13  |    |  |  |  |
| Votants                      | Votants                | Votants             | 6 727 | 66,87  |    |  |  |  |
| Blancs ou nuls               | Blancs ou nuls         | Blancs ou nuls      | 684   | 10,17  |    |  |  |  |
| Exprimés                     | Exprimés               | Exprimés            | 6 043 | 89,83  |    |  |  |  |
| * Liste de la maire sortante |                        |                     |       |        |    |  |  |  |

### Élection municipale de 1989
| Tête de liste                     | Tête de liste  | Liste       | Premier tour | Premier tour | Second tour | Second tour | Sièges  | Sièges |
| Tête de liste                     | Tête de liste  | Liste       | Voix         | %            | Voix        | %           | CM      |        |
| --------------------------------- | -------------- | ----------- | ------------ | ------------ | ----------- | ----------- | ------- | ------ |
|                                   | Daniel Collet  | PS          | 1 896        | 35,07        | 2 460       | 44,71       | 7       |        |
| Dialoguer, rassembler, construire |                |             | 1 896        | 35,07        | 2 460       | 44,71       | 7       |        |
|                                   | Gisèle Gautier | DVD-Centr.  | 1 838        | 34,00        | 3 042       | 55,29       | 26      |        |
| Entente Carquefou 89              |                |             | 1 838        | 34,00        | 3 042       | 55,29       | 26      |        |
|                                   | Robert Piau    | SE          | 1 672        | 30,93        | Retrait     | Retrait     | Retrait |        |
| Continuer, innover ensemble       |                |             | 1 672        | 30,93        | Retrait     | Retrait     | Retrait |        |
|                                   |                |             |              |              |             |             |         |        |
| Inscrits                          | Inscrits       | Inscrits    | 7 952        | 100,00       | 7 954       | 100,00      |         |        |
| Abstentions                       | Abstentions    | Abstentions | 2 416        | 30,38        | 2 331       | 29,30       |         |        |
| Votants                           | Votants        | Votants     | 5 536        | 69,62        | 5 623       | 70,69       |         |        |
| Nuls                              | Nuls           | Nuls        | 130          | 1,63         | 121         | 1,52        |         |        |
| Exprimés                          | Exprimés       | Exprimés    | 5 406        | 67,98        | 5 502       | 69,17       |         |        |

## Élections cantonales et départementales

### Élections départementales de 2021
Les élections départementales de 2021 ont lieu les 20 et 27 juin 2021, simultanément aux élections régionales.
Véronique Dubettier-Grenier et Serge Mounier (Divers Droite) sont réélus conseillers départementaux au 2e tour avec 54,99 % des suffrages exprimés sur le canton et 63,34 % des voix sur la commune. Ils devancent Catherine Corbes et Jean-Christophe Loez (Divers Gauche) qui obtiennent 37,03 % sur la commune et 42,67 % sur le canton. Le taux de participation est de 48,64 % sur la commune et de 50,83 % sur le canton.

### Élections départementales de 2015
Les élections départementales de 2015 ont lieu les 22 et 29 mars 2015.
Véronique Dubettier-Grenier et Serge Mounier (Union de la Droite) sont élus conseillers départementaux au 2e tour avec 58,50 % des suffrages exprimés sur le canton et 62,97 % des voix sur la commune. Ils devancent Bernard Chesneau et Elsa Régent-Pennuen (Union de la Gauche) qui obtiennent 36,66 % sur la commune et 45,01 % sur le canton. Le taux de participation est de 35,05 % sur la commune et de 36,05 % sur le canton.

### Élections cantonales de 2011
Les élections cantonales de 2011 ont lieu les 20 et 27 mars 2011.
Bernard Aunette (PS) est élu conseiller général au 2e tour avec 57,33 % des suffrages exprimés sur le canton et 54,14 % des voix sur la commune. Il devance Serge Mounier (Divers droite) qui obtient 45,86 % sur la commune et 42,67 % sur le canton. Le taux de participation est de 40,5 % sur la commune et de 40,51 % sur le canton.

### Élections cantonales de 2004
Les élections cantonales de 2004 ont lieu les 21 et 28 mars 2004.
Bernard Aunette (PS) est élu conseiller général au 2e tour avec 54,31 % des suffrages exprimés sur le canton et 47,75 % des voix sur la commune. Il devance Claude Guillet (UDF) qui obtient 52,25 % sur la commune et 54,31 % sur le canton. Le taux de participation est de 68,4 % sur la commune et de 69,17 % sur le canton.

## Élections régionales
Les élections régionales renouvellent les 25 conseils régionaux de Métropole et d'outre-mer ainsi que l'Assemblée de Corse. Les conseillers régionaux sont élus dans chaque région au scrutin de liste à deux tours sans adjonction ni suppression de noms et sans modification de l'ordre de présentation. Dans la région Pays de la Loire, 93 sièges sont à pourvoir.

### 2021
Les élections régionales de 2021 ont lieu les 20 et 27 juin, en même temps que les élections départementales. Les résultats pour la commune sont les suivants :
|  | Tendance                                      | Tête de liste        | Liste | Commune | Région  | Sièges |
|  | --------------------------------------------- | -------------------- | --- | ------- | ------- | ------ |
|  | Union de la droite et du centre               | Christelle Morançais | Union de la droite et du centre                                                                            | 50,81 % | 46,45 % | 57     |
|  | Liste d'Union de la Gauche et des écologistes | Mathieu Orphelin     | L'Écologie et la gauche ensemble, solidaires et citoyennes. Liste d'union des écologistes et de la gauche. | 33,38 % | 34,86   | 24     |
|  | Liste union du centre                         | François de Rugy     | La Région des tous les progrès                                                                             | 3,08 %  | 8,20    | 5      |
|  | Rassemblement National                        | Hervé Juvin          | Pour une région qui vous protège-Liste soutenue par le Rassemblement National                              | 2,34 %  | 10,48   | 7      |

### 2015
Les élections régionales de 2015 ont lieu les 6 et 13 décembre. Les résultats pour la commune sont les suivants :
|  | Tendance                              | Tête de liste       | Liste                                                                                      | Commune | Région  | Sièges |
|  | ------------------------------------- | ------------------- | ------------------------------------------------------------------------------------------ | ------- | ------- | ------ |
|  | Union de la droite et du centre       | Bruno Retailleau    | Liste d'Union de la Droite et du Centre                                                    | 48,46 % | 42,70 % | 54     |
|  | Union de la gauche et des écologistes | Christophe Clergeau | Tous unis pour les Pays de la Loire, la Gauche et les Écologistes avec Christophe Clergeau | 40,61 % | 37,56 % | 26     |
|  | Front national                        | Pascal Gannat       | Liste Front National présentée par Marine Le Pen                                           | 10,94 % | 19,74 % | 13     |

### 2010
Les élections régionales de 2010 ont lieu les 14 et 21 mars. Les résultats pour la commune sont les suivants :
|  | Tendance                | Tête de liste    | Liste                                                                  | Commune | Région  | Sièges |
|  | ----------------------- | ---------------- | ---------------------------------------------------------------------- | ------- | ------- | ------ |
|  | Union de la gauche      | Jacques Auxiette | La Gauche et l'écologie en action, liste conduite par Jacques Auxiette | 56,52 % | 56,39 % | 63     |
|  | Majorité présidentielle | Christophe Bechu | Agir vraiment avec Christophe Béchu                                    | 43,48 % | 43,61 % | 30     |

### 2004
Les élections régionales de 2004 ont lieu les 21 et 28 mars.Les résultats pour la commune sont les suivants :
|  | Tendance                         | Tête de liste    | Liste                               | Commune | Région  | Sièges |
|  | -------------------------------- | ---------------- | ----------------------------------- | ------- | ------- | ------ |
|  | PS - PCF - Les Verts - PRG - AGR | Jacques Auxiette | à gauche pour une région plus juste | 52 %    | 52,35 % | 60     |
|  | UMP - MPF                        | François Fillon  | Union des Pays de la Loire          | 48 %    | 47,65 % | 33     |

## Élections législatives

### 2022
Les élections législatives de 2022 se déroulent sur deux tours de scrutin les 12 et 19 juin. Le découpage électoral est le même que celui des élections de 2017. Dans la 5e circonscription du département de la Loire-Atlantique, dont dépend la commune de Carquefou, Sarah El Haïry, députée sortante et remplacée depuis 2020 par son suppléant Luc Geismar en raison de sa nomination comme secrétaire d'État, est réélue au 2e tour avec 61,02% des suffrages. Les résultats pour la commune sont les suivants :
- 5e circonscription : 66,14 % pour Sarah El Haïry (Ensemble, réélue au 2e tour avec 61,02% des suffrages exprimés), 37,93 % pour Sabine Lalande (NUPES), 52,39 % de participation.

### 2017
Les élections législatives de 2017 se déroulent sur deux tours de scrutin les 11 et 18 juin. Le découpage électoral est le même que celui des élections de 2012. Dans la 5e circonscription du département de la Loire-Atlantique, dont dépend la commune de Carquefou, Sarah El Haïry est élue au 2e tour avec 61,02% des suffrages. Les résultats pour la commune sont les suivants :
- 5e circonscription : 66,14 % pour Sarah El Haïry (MoDem, élue au 2e tour avec 61,02% des suffrages exprimés), 33,86 % pour Michel Ménard (PS), 45,10 % de participation.

### 2012
Les élections législatives de 2012 se déroulent sur deux tours de scrutin les 10 et 17 juin, dans la continuité de l'élection présidentielle qui s'est tenue les 22 avril et 6 mai 2012, selon un mode de scrutin uninominal majoritaire à deux tours. Un redécoupage des circonscriptions législatives est réalisé en 2010 pour tenir compte de l'évolution de la démographie française et pour répondre à une demande du Conseil constitutionnel. Le nombre total de députés, 577, désormais inscrit dans la Constitution depuis la réforme de la constitution française de juillet 2008, reste inchangé, mais certains départements voient le nombre de circonscriptions et leur composition modifiés. Le département de la Loire-Atlantique conserve le nombre, 10.

La commune n'est pas concernée par le redécoupage et reste rattachée à la 5e circonscription.
- 5e circonscription : 55,28 % pour Michel Ménard (PS, élu au 2e tour avec 60,23 % des suffrages exprimés sur la circonscription[32]), 44,72 % pour Maurice Perrion (Alliance centriste), 59,19 % de participation[33].

### 2007
Les élections législatives de 2007 se déroulent sur deux tours de scrutin les 10 et 17 juin. Le découpage électoral est le même que celui des élections de 2002. Sans surprise, la majorité sortante UMP est reconduite, quelques semaines après l'élection de Nicolas Sarkozy à la présidence de la République, avec toutefois un nombre de sièges réduit par rapport aux précédentes élections. Dans la 5e circonscription du département de la Loire-Atlantique, dont dépend la commune de Carquefou, Michel Ménard est élu au 2e tour avec 51,11% des suffrages. Les résultats pour la commune sont les suivants :
- 5e circonscription : 52,28 % pour Robert Diat (Union pour la Majorité présidentielle), 47,72 % pour Michel Ménard (PS, élu au 2e tour avec 51,11 % des suffrages exprimés[35]), 35,73 % de participation[36].

### 2002
Les élections législatives de 2002 des députés de la XIIe législature ont lieu les 9 et 16 juin 2002, dans la foulée de l'élection présidentielle de 2002 qui a vu la réélection de Jacques Chirac. La droite parlementaire sort largement vainqueur de ces élections, marquées par un nouveau record d'abstention (39%). Les députés sont élus au scrutin uninominal majoritaire à deux tours dans 577 circonscriptions, le département de la Loire-Atlantique en comportant dix. La commune de Carquefou est sur le territoire de la 5e circonscription qui voit la victoire de Edouard Landrain (Union pour la Majorité présidentielle, élu au 2e tour avec 54,24 % des suffrages exprimés). Les résultats au niveau de la commune sont les suivants :
- 5e circonscription : 56 % pour Edouard Landrain (Union pour la Majorité présidentielle, élu au 2e tour avec 54,24 % des suffrages exprimés), 44 % pour Patrick Cotrel (Verts), 61,67 % de participation[38].

## Élections présidentielles

### 2022
Ce scrutin voit s'affronter 12 candidats. Arrivé en tête du premier tour, le président sortant Emmanuel Macron (27,85 %) affronte Marine Le Pen (23,15 %), un duel identique à celui du scrutin de 2017. En troisième position avec 21,95 % des voix, Jean-Luc Mélenchon réalise le score le plus élevé de ses trois candidatures et arrive largement en tête de la gauche, mais échoue à accéder au second tour, avec environ 400 000 voix de moins que Marine Le Pen. Pour la première fois, les candidatures classées à l'extrême droite dépassent le seuil de 30 % des suffrages exprimés au premier tour. Le second tour voit Emmanuel Macron l'emporter par 58,55 % des suffrages exprimés, permettant ainsi au président sortant d'entamer un second mandat.
A Carquefou, Emmanuel Macron arrive en tête du premier tour avec 40,17 %, suivi de Jean-Luc Mélenchon avec 22,15 %, puis Marine Le Pen avec 12,61 %, Yannick Jadot avec 8,19 %, Éric Zemmour avec 5,53 % et enfin, Valérie Pécresse avec 5,40 %, aucun autre candidat ne dépassant le seuil des 5 %. Au second tour, les électeurs ont voté à 76,82 % pour Emmanuel Macron contre 23,18 % pour Marine Le Pen avec un taux d’abstention de 21,31 %.
| Candidats                | Candidats                | Partis                   | Premier tour | Premier tour | Second tour | Second tour |
| Candidats                | Candidats                | Partis                   | Voix         | %            | Voix        | %           |
| ------------------------ | ------------------------ | ------------------------ | ------------ | ------------ | ----------- | ----------- |
|                          | Emmanuel Macron          | LREM                     | 4 832        | 40,17        | 8 659       | 76,82       |
|                          | Marine Le Pen            | RN                       | 1 517        | 12,61        | 2 613       | 23,18       |
|                          | Jean-Luc Mélenchon       | LFI                      | 1 874        | 22,55        |             |             |
|                          | Yannick Jadot            | EELV                     | 985          | 8,19         |             |             |
|                          | Éric Zemmour             | REC                      | 665          | 5,53         |             |             |
|                          | Valérie Pécresse         | LR                       | 650          | 5,40         |             |             |
|                          | Anne Hidalgo             | PS                       | 297          | 2,47         |             |             |
|                          | Jean Lassalle            | RES                      | 287          | 2,39         |             |             |
|                          | Fabien Roussel           | PCF                      | 231          | 1,49         |             |             |
|                          | Nicolas Dupont-Aignan    | DLF                      | 201          | 1,30         |             |             |
|                          | Philippe Poutou          | NPA                      | 77           | 0,50         |             |             |
|                          | Nathalie Arthaud         | LO                       | 33           | 0,21         |             |             |
|                          |                          |                          |              |              |             |             |
| Suffrages exprimés       | Suffrages exprimés       | Suffrages exprimés       | 12 030       | 97,82        | 11 272      | 92,34       |
| Votes blancs             | Votes blancs             | Votes blancs             | 212          | 1,72         | 677         | 5,55        |
| Votes nuls               | Votes nuls               | Votes nuls               | 56           | 0,46         | 258         | 2,11        |
| Total                    | Total                    | Total                    | 12 298       | 100          | 12 207      | 100         |
| Abstention               | Abstention               | Abstention               | 3 215        | 20,72        | 3 306       | 21,31       |
| Inscrits / participation | Inscrits / participation | Inscrits / participation | 15 513       | 79,26        | 15 513      | 78,69       |

1. ↑  Soutenu par Ensemble citoyens (Mouvement démocrate, Agir, Horizons, Territoires de progrès, En commun et Parti radical), l'Union des centristes et des écologistes, l'Écologie au centre, l'Alliance centriste et La France audacieuse.
2. ↑  Soutenue par La Droite populaire, L'Avenir français, Les Localistes et le Parti national-libéral.
3. ↑  Soutenu par Ensemble, la Gauche démocratique et sociale, le Parti de gauche, le Parti ouvrier indépendant, Révolution écologique pour le vivant et la Tendance CLAIRE du NPA.
4. ↑  Soutenu par le Pôle écologiste (Génération.s, Génération écologie, Mouvement des progressistes et Les Nouveaux Démocrates), les Jeunes écologistes et l'Union démocratique bretonne.
5. ↑  Soutenu par Via, la voie du peuple, le Mouvement conservateur, le Centre national des indépendants et paysans, le Mouvement national républicain, le Parti de la France, Alsace d'abord, la Ligue du Midi, la Ligue du Sud, Souveraineté, identité et libertés, Le Parti des Européens et La Droite libre.
6. ↑  Soutenue par l'Union des démocrates et indépendants, Les Centristes - Le Nouveau Centre, Soyons libres et Territoires en mouvement.
7. ↑  Soutenu par la Gauche républicaine et socialiste, le Mouvement républicain et citoyen, Les Radicaux de gauche, la Nouvelle gauche socialiste et le Parti communiste réunionnais.
8. ↑  Soutenu par Les Patriotes et Génération Frexit.
9. ↑  Soutenue par Combat ouvrier.

### 2017
Le premier tour de scrutin voit s'affronter onze candidats. Emmanuel Macron arrive en tête devant Marine Le Pen et tous deux se qualifient pour le second tour. Néanmoins, avec François Fillon et Jean-Luc Mélenchon, les scores des quatre candidats ayant recueilli le plus de voix sont serrés : 4,4 points entre le premier et le quatrième. Pour la première fois, aucun des candidats des deux partis politiques traditionnels, pourvoyeurs jusque-là des présidents de la Ve République, n'est présent au second tour. Celui-ci se solde par la victoire d'Emmanuel Macron, avec 66,1 % des suffrages exprimés, face à la candidate du Front national, qui recueille 33,9 %. Le scrutin est marqué par une abstention de 25,4 %, taux important pour un second tour d'élection présidentielle, et par un record de votes blancs ou nuls, à savoir plus de quatre millions.
À Carquefou, Emmanuel Macron arrive en tête du premier tour avec 35,4 %, suivi de François Fillon avec 30,09 %, puis Jean-Luc Mélenchon avec 9,15 %, puis Marine Le Pen avec 8,75 % et enfin Benoît Hamon avec 6,48 %, aucun autre candidat ne dépassant le seuil des 5 %. Au second tour, les électeurs ont voté à 84,70 % pour Emmanuel Macron contre 15,30 % pour Marine Le Pen avec un taux d’abstention de 20,23 %.
| Candidats                | Candidats                | Partis                   | Premier tour | Premier tour | Second tour | Second tour |
| Candidats                | Candidats                | Partis                   | Voix         | %            | Voix        | %           |
| ------------------------ | ------------------------ | ------------------------ | ------------ | ------------ | ----------- | ----------- |
|                          | Emmanuel Macron          | EM                       | 4 327        | 35,44        | 8 948       | 84,70       |
|                          | Marine Le Pen            | FN                       | 1 068        | 8,75         | 1 616       | 15,30       |
|                          | François Fillon          | LR                       | 2 993        | 24,51        |             |             |
|                          | Jean-Luc Mélenchon       | LFI                      | 2 129        | 17,44        |             |             |
|                          | Benoît Hamon             | PS                       | 791          | 6,48         |             |             |
|                          | Nicolas Dupont-Aignan    | DLF                      | 549          | 4,50         |             |             |
|                          | Philippe Poutou          | NPA                      | 113          | 0,93         |             |             |
|                          | Jean Lassalle            | RES                      | 94           | 0,77         |             |             |
|                          | François Asselineau      | UPR                      | 83           | 0,68         |             |             |
|                          | Nathalie Arthaud         | LO                       | 47           | 0,38         |             |             |
|                          | Jacques Cheminade        | SP                       | 15           | 0,12         |             |             |
|                          |                          |                          |              |              |             |             |
| Suffrages exprimés       | Suffrages exprimés       | Suffrages exprimés       | 12 209       | 97,84        | 10 564      | 89,91       |
| Votes blancs             | Votes blancs             | Votes blancs             | 201          | 1,61         | 881         | 7,50        |
| Votes nuls               | Votes nuls               | Votes nuls               | 68           | 0,54         | 305         | 2,60        |
| Total                    | Total                    | Total                    | 12 478       | 100          | 11 750      | 100         |
| Abstention               | Abstention               | Abstention               | 2 345        | 15,82        | 3 073       | 20,73       |
| Inscrits / Participation | Inscrits / Participation | Inscrits / Participation | 14 833       | 84,12        | 14 823      | 79,27       |

1. ↑  Soutenu par le Mouvement démocrate et Cap21.
2. ↑  Soutenu par l'Union des démocrates et indépendants et le Parti chrétien-démocrate.
3. ↑  Soutenu par le Parti communiste français et le Parti ouvrier indépendant.
4. ↑  Soutenu par le Parti radical de gauche et Europe Écologie Les Verts.

### 2012
Le premier tour de l'élection présidentielle de 2012 voit s'affronter dix candidats. François Hollande, candidat du Parti socialiste, et Nicolas Sarkozy, président sortant et candidat de l'UMP, se qualifient pour le second tour, avec respectivement 28,63 % et 27,18 % des suffrages exprimés. Parmi les candidats éliminés, Marine Le Pen (17,90 %), Jean-Luc Mélenchon (11,10 %) et François Bayrou (9,13 %) obtiennent des scores significatifs. À l'issue du second tour, deux semaines plus tard, François Hollande est élu président de la République avec 51,64 % des suffrages exprimés, contre 48,36 % à son adversaire.
À Carquefou, François Hollande arrive en tête du premier tour avec 31,3 %, suivi de Nicolas Sarkozy avec 30,09 %, puis de François Bayrou avec 14,14 %, puis Jean-Luc Mélenchon avec 9,15 %, puis Marine Le Pen avec 9,02 %, aucun autre candidat ne dépassant le seuil des 5 %. Au second tour, les électeurs ont voté à 51,66 % pour François Hollande contre 48,34 % pour Nicolas Sarkozy avec un taux de participation de 86,5 %.
|                                           | Parti         | Nom                   | Premier tour | Premier tour  | Premier tour | Second tour | Second tour | Second tour |
| Voix                                      | Parti         | Nom                   | %            | %             | Voix         | %           | %           |             |
| Voix                                      | Parti         | Nom                   | Exprimés     | Inscrits      | Voix         | Exprimés    | Inscrits    |             |
| ----------------------------------------- | ------------- | --------------------- | ------------ | ------------- | ------------ | ----------- | ----------- | ----------- |
|                                           | PS-PRG        | François Hollande     | 3 600        | 31,3 %        | 26,55 %      | 5 746       | 51,66 %     | 42,37       |
|                                           | UMP-NC        | Nicolas Sarkozy       | 3 461        | 30,09 %       | 25,53 %      | 5 376       | 48,34 %     | 39,65       |
|                                           | MoDem         | François Bayrou       | 1627         | 14,14 %       | 12,0 %       |             |             |             |
|                                           | FG-PCF        | Jean-Luc Mélenchon    | 1053         | 9,15 %        | 7,77 %       |             |             |             |
|                                           | FN            | Marine Le Pen         | 1038         | 9,02 %        | 7,66 %       |             |             |             |
|                                           | EELV          | Eva Joly              | 307          | 2,67 %        | 2,26 %       |             |             |             |
|                                           | DLR           | Nicolas Dupont-Aignan | 227          | 1,97 %        | 1,67 %       |             |             |             |
|                                           | NPA           | Philippe Poutou       | 131          | 1,14 %        | 0,97 %       |             |             |             |
|                                           | LO            | Nathalie Arthaud      | 39           | 0,34 %        | 0,29 %       |             |             |             |
|                                           | SP            | Jacques Cheminade     | 20           | 0,17 %        | 0,15 %       |             |             |             |
|                                           |               | Total exprimés        | 11 503       | -             | 84,84 %      | 11 122      | -           | 82,02 %     |
| Total votants : exprimés + blancs ou nuls | 11 677 (174)  | -                     | 86,12 %      | 11 729 (607)  | -            | 86,5 %      |             |             |
| Total inscrits : votants + abstentions    | 13 559 (1882) | -                     | 100 %        | 13 560 (1831) | -            | 100 %       |             |             |

### 2007
Le premier tour de l'élection présidentielle de 2007 a été marqué par une participation exceptionnelle avec un score de 83,97 % des inscrits. Ce taux est comparable à celui du premier tour de l'élection présidentielle de 1965 qui était de 84,7 % et celle de 1974 qui était de 84,2 %. Nicolas Sarkozy (31,18 %) et Ségolène Royal (25,87 %) arrivent en tête pour le premier tour de l'élection devant François Bayrou (18,57 %) et Jean-Marie Le Pen (10,44 %). Au second tour, Nicolas Sarkozy est élu Président de la République française, avec 53,06 % des suffrages, contre Ségolène Royal avec 46,94 %. 
À Carquefou Nicolas Sarkozy est arrivé en tête au premier tour avec 32,65 %, suivi de Ségolène Royal avec 27,44 %, puis de François Bayrou avec 24,45 %, puis Jean-Marie Le Pen avec 4,5 %, puis Olivier Besancenot avec 3,61 %, aucun autre candidat ne dépassant le seuil des 5 %. Au second tour, les électeurs ont voté à 51,78 % pour Nicolas Sarkozy contre 48,22 % pour Ségolène Royal avec un taux d’abstention de 11,71 %.
|                                           | Parti          | Nom                  | Premier tour | Premier tour  | Premier tour | Second tour | Second tour | Second tour |
| Voix                                      | Parti          | Nom                  | %            | %             | Voix         | %           | %           |             |
| Voix                                      | Parti          | Nom                  | Exprimés     | Inscrits      | Voix         | Exprimés    | Inscrits    |             |
| ----------------------------------------- | -------------- | -------------------- | ------------ | ------------- | ------------ | ----------- | ----------- | ----------- |
|                                           | UMP            | Nicolas Sarkozy      | 3 630        | 32,65 %       | 28,94 %      | 5 487       | 51,78 %     | 43,75       |
|                                           | PS             | Ségolène Royal       | 3 051        | 27,44 %       | 27,78 %      | 5 110       | 48,22 %     | 40,75       |
|                                           | MoDem          | François Bayrou      | 2719         | 24,45 %       | 24,76 %      |             |             |             |
|                                           | FN             | Jean-Marie Le Pen    | 500          | 4,5 %         | 4,55 %       |             |             |             |
|                                           | LCR            | Olivier Besancenot   | 401          | 3,61 %        | 3,65 %       |             |             |             |
|                                           | MPF            | Philippe de Villiers | 250          | 2,25 %        | 2,28 %       |             |             |             |
|                                           | Verts          | Dominique Voynet     | 189          | 1,7 %         | 1,72 %       |             |             |             |
|                                           | PCF            | Marie-George Buffet  | 105          | 0,94 %        | 0,96 %       |             |             |             |
|                                           | Sans étiquette | José Bové            | 100          | 0,9 %         | 0,91 %       |             |             |             |
|                                           | LO             | Arlette Laguiller    | 86           | 0,77 %        | 0,78 %       |             |             |             |
|                                           | CPNT           | Frédéric Nihous      | 73           | 0,66 %        | 0,66 %       |             |             |             |
|                                           | PT             | Gérard Schivardi     | 15           | 0,13 %        | 0,14 %       |             |             |             |
|                                           |                | Total exprimés       | 11 119       | -             | 88,66 %      | 10 597      | -           | 84,5 %      |
| Total votants : exprimés + blancs ou nuls | 11 233 (114)   | -                    | 89,57 %      | 11 073 (476)  | -            | 88,29 %     |             |             |
| Total inscrits : votants + abstentions    | 12 541 (1308)  | -                    | 100 %        | 12 541 (1468) | -            | 100 %       |             |             |

### 2002
Le 21 avril 2002 est inédit dans la vie politique française, puisqu'un représentant d'un parti classé à l'extrême droite de l'échiquier politique a réussi à se qualifier pour le second tour d'une élection présidentielle. Jacques Chirac est réélu président de la république avec le plus fort score depuis la création de la Cinquième République : 82,21 % ; Jean-Marie Le Pen obtient 17,79 % des suffrages exprimés.
 À Carquefou, Jacques Chirac arrive en tête au premier tour avec 18,84 %, suivi de Lionel Jospin avec 17,62 %, puis de François Bayrou avec 11,01 %, puis Jean-Marie Le Pen avec 10,03 %, puis Noël Mamère avec 7,65 %, Alain Madelin avec 5,78 %, Jean-Pierre Chevènement avec 5,54 % et aucun autre candidat ne dépassant le seuil des 5 %. Au second tour, les électeurs ont voté à 91,94 % pour Jacques Chirac contre 8,06 % pour Jean-Marie Le Pen avec un taux d’abstention de 15,94 %, résultat supérieur aux tendances nationales.
|                                           | Parti         | Nom                     | Premier tour | Premier tour  | Premier tour | Second tour | Second tour | Second tour |
| Voix                                      | Parti         | Nom                     | %            | %             | Voix         | %           | %           |             |
| Voix                                      | Parti         | Nom                     | Exprimés     | Inscrits      | Voix         | Exprimés    | Inscrits    |             |
| ----------------------------------------- | ------------- | ----------------------- | ------------ | ------------- | ------------ | ----------- | ----------- | ----------- |
|                                           | UMP           | Jacques Chirac          | 1 503        | 18,84 %       | 13,68 %      | 8 151       | 91,94 %     | 74,23       |
|                                           | PS            | Lionel Jospin           | 1 406        | 17,62 %       | 12,81 %      |             |             |             |
|                                           | MoDem         | François Bayrou         | 878          | 11,01 %       | 8,0 %        |             |             |             |
|                                           | FN            | Jean-Marie Le Pen       | 800          | 10,03 %       | 7,29 %       | 715         | 8,06 %      | 6,51        |
|                                           | Verts         | Noël Mamère             | 610          | 7,65 %        | 5,56 %       |             |             |             |
|                                           | DL            | Alain Madelin           | 461          | 5,78 %        | 4,20 %       |             |             |             |
|                                           | MRC           | Jean-Pierre Chevènement | 442          | 5,54 %        | 4,3 %        |             |             |             |
|                                           | LO            | Arlette Laguiller       | 428          | 5,36 %        | 3,90 %       |             |             |             |
|                                           | LCR           | Olivier Besancenot      | 397          | 4,98 %        | 3,62 %       |             |             |             |
|                                           | Cap21         | Corinne Lepage          | 231          | 2,9 %         | 2,10 %       |             |             |             |
|                                           | PRG           | Christiane Taubira      | 193          | 2,42 %        | 1,76 %       |             |             |             |
|                                           | CPNT          | Jean Saint-Josse        | 189          | 2,37 %        | 1,72 %       |             |             |             |
|                                           | FRS           | Christine Boutin        | 151          | 1,89 %        | 1,38 %       |             |             |             |
|                                           | PCF           | Robert Hue              | 143          | 1,79 %        | 1,30 %       |             |             |             |
|                                           | MNR           | Bruno Mégret            | 102          | 1,28 %        | 0,93 %       |             |             |             |
|                                           | PT            | Daniel Gluckstein       | 44           | 0,55 %        | 0,40 %       |             |             |             |
|                                           |               | Total exprimés          | 7 978        | -             | 72,66 %      | 8 866       | -           | 80,74 %     |
| Total votants : exprimés + blancs ou nuls | 8 234 (256)   | -                       | 74,99 %      | 9 231 (365)   | -            | 84,06 %     |             |             |
| Total inscrits : votants + abstentions    | 10 980 (2746) | -                       | 100 %        | 10 981 (1750) | -            | 100 %       |             |             |

## Référendums
Le référendum sur le quinquennat présidentiel, visant à réduire la durée du mandat présidentiel de sept à cinq ans, a lieu le 24 septembre 2000. La question posée est : « Approuvez-vous le projet de loi constitutionnelle fixant la durée du mandat du président de la République à cinq ans ? » Les électeurs votent « oui » à une large majorité (73,21 % des suffrages exprimés), dans un contexte de forte abstention (69,81 %). Localement, les votes sont respectivement de 80,06 % pour le "oui" et de 19,94 % pour le "non".
Le référendum français sur le traité établissant une Constitution pour l'Europe a eu lieu le 29 mai 2005. À la question « Approuvez-vous le projet de loi qui autorise la ratification du traité établissant une Constitution pour l'Europe ? », le « non » recueille 54,68 % des suffrages exprimés. Ce troisième référendum français sur un traité européen (après ceux de 1972 et 1992) est le premier à être rejeté. Localement les électeurs de la commune votent à 60,57 % pour le "oui" et à 39,43 % pour le "non".
| Référendums. | Référendums.      | Référendums.      | Référendums.      | Référendums.      | Référendums.      | Référendums.      | Référendums.  |
| Année        | Oui (national)    | Oui (national)    | Oui (national)    | Non (national)    | Non (national)    | Non (national)    | Participation |
| ------------ | ----------------- | ----------------- | ----------------- | ----------------- | ----------------- | ----------------- | ------------- |
| 2000         | 80,06 % (73,21 %) | 80,06 % (73,21 %) | 80,06 % (73,21 %) | 19,94 % (26,79 %) | 19,94 % (26,79 %) | 19,94 % (26,79 %) | 30,75 %       |
| 2005         | 60,57 % (45,33 %) | 60,57 % (45,33 %) | 60,57 % (45,33 %) | 39,43 % (54,67 %) | 39,43 % (54,67 %) | 39,43 % (54,67 %) | 75,1 %        |